# Беловежки национален парк
Беловежкият национален парк (на полски: Białowieski Park Narodowy) е национален парк в Североизточна Полша, Подляско войводство, основан през 11 август 1932 г.
Националният парк защитава най-добре запазения фрагмент от Беловежката гора – последната низинна девствена гора в Европа, както и най-голямата популация на зубри в света. През 1979 г. Беловежкият национален парк, поради неговото голямо значение за културата и културното наследство на човечеството, е вписан в Списъка на световното културно и природно наследство на ЮНЕСКО.

## География
Паркът обхваща площ от 10 517,27 хектара.

## Фауна
Символът на парка е зубър – най-големият земен бозайник в Европа. Беловежката гора се оказва последното убежище за зубрите. Зубрите са изчезнали почти напълно през XVIII век. Техни редки популации са оцелели само в Кавказ и в Беловежката гора. Последният екземпляр в Беловежката гора е убит през 1919 г., кавказката популация също измира. Започва обаче процес на реституция на популацията.. Екземпляри на зубри от някои зоологически градини са доствени в развъдник в Беловеж, и първите отгледани там екземпляри са пуснати на свобода през 1952 г. Около 950 бизона живеят в Беловежката гора (от които около 510 в полската част).
На територията на парка са установени повече от 8000 вида безгръбначни животни, прибл. 120 вида гнездящи птици и 52 вида бозайници.

## Флора
Тя се характеризира с висока степен на биоразнообразието. В парка има, наред с другото, 809 вида васкуларни растения, повече от 3000 видове тайнобрачни растения (криптогами, лат. Cryptogamae) и гъби, почти 200 вида мъхове и 283 вида лишеи.